# فیلیپ لادر
فیلیپ لادر (به انگلیسی: Philip Lader) (زاده ۱۷ مارس ۱۹۴۶) کارآفرین، سیاست‌مدار و مدیر ارشد اجرایی آمریکایی است، که در حال حاضر به‌عنوان رییس هیئت مدیره شرکت دبلیوپی‌پی فعالیت می‌کند. وی دو دوره سفیر ایالات متحده آمریکا در بریتانیا بود.